# Antonio Jesús Ruiz
Antonio Jesús Ruiz   (Prado del Rey, 1973) és un polític espanyol, darrer secretari general del Partit Andalusista (2012-2015) tinent d'alcalde del municipi de El Puerto de Santa María.

## Biografia
Va ser escollit general del PA el juliol de 2012, després de la celebració del seu XVI Congrés Nacional a Sevilla. Va ocupar la vicesecretaria general de les Juventudes Andalucistas entre 1999 i 2004. També va pertànyer a l'Executiva Nacional del PA, quan Antonio Ortega n'era el secretari general.
Va ser portaveu del PA a l'Ajuntament de El Puerto de Santa María, obtenint els millors resultats del seu partit a la ciutat el 2011, amb el 18% dels vots i quedant com a segona força política.
Va ser president de l'empresa municipal de sòl i habitatge de Puerto de Santa Maria, Suvipuerto, conseller a Impulsa i també és membre de la Federació Espanyola de Municipis i Províncies, d'ACEVIN, RECEVIN, (Ciutats del Vi) i membre de la direcció d'AECIPE (ciutats pesqueres).
Va impulsar des dels ajuntaments la Iniciativa Legislativa sobre la Renda Social Bàsica, que va registrar al Parlament d'Andalusia amb més d'una trentena d'acords de consistoris andalusos que li donaven suport. Va ser admesa a tràmit per la mesa del Parlament, però finalment el Consell de Govern de la Junta d'Andalusia la va rebutjar afirmant que no disposaven de pressupost suficient per dur-la a terme.
El 3 de novembre de 2013 és elegit, mitjançant procés de primàries dins del propi PA, candidat a la Junta d'Andalusia per a les Eleccions al Parlament d'Andalusia de 2015, per un resultat del 76'97% davant de l'altre candidat, Sergio Flores. Després de la dissolució acordada del PA a setembre de 2015, Antonio Jesús Ruiz es convertiria en l'últim secretari general de la formació.